# Marmitta Abarth
La Marmitta Abarth è un tipo di silenziatore per motori a combustione interna, prodotto dalla casa automobilistica Abarth, dal 1950 al 1971

## Il contesto
La stagione sportiva del 1949 fu ricca di importanti successi per la Scuderia Abarth e C., con un formidabile ritorno d'immagine e di popolarità. Tuttavia, a conti fatti, Carlo Abarth dovette concludere che i guadagni erano assai scarsi, visto che la quasi totalità dei ricavi doveva essere utilizzata per il funzionamento del team. L'unico patrimonio accumulato risultava essere il prestigio tecnico-sportivo conquistato sui campi di gara che doveva essere trasformato in introiti rapidamente, prima di finire nel dimenticatoio al pari di molte glorie sportive del passato. Costruire automobili non sarebbe stato possibile, data la mancanza di capitali della piccola azienda torinese. Occorreva, quindi, un valido prodotto di largo consumo la cui diffusione sul mercato fosse supportata dal prestigio sportivo Abarth. 
Rovistando nelle casse di materiali del Reparto Corse Cisitalia, venne alla luce un prototipo del sistema di alimentazione e scarico ideato da Giovanni Savonuzzi per la Cisitalia 360. Principalmente sulla base di quei ritrovati fu deciso di mettere sul mercato una serie di accessori studiati per le vetture di serie e destinati ad aumentarne le prestazioni o risolverne alcune carenze funzionali. Al Salone di Torino del 1950 la Abarth presentò al pubblico e alla Stampa i suoi kit per migliorare i sistema di alimentazione, di scarico e di raffreddamento della "FIAT Topolino", seguiti dalle versioni per altre vetture di grande serie come le FIAT 1100, 1400 e 1500, le Lancia Aprilia, Ardea e Aurelia e la Renault 4CV.

## La Marmitta Abarth

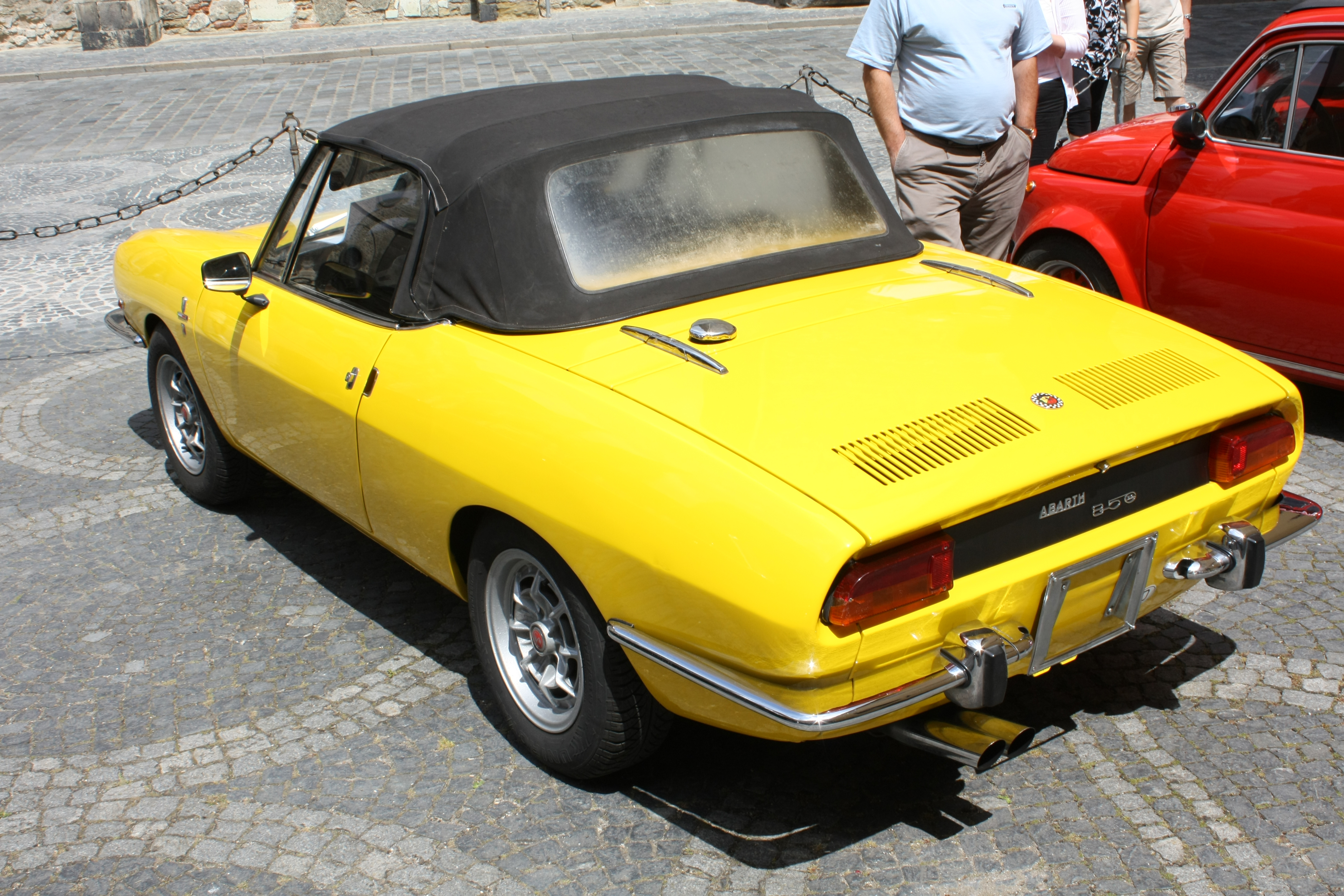
Il classico doppio tubo di scappamento della marmitta Abarth

Tra i vari accessori proposti, fu bene accolta la Marmitta Abarth che divenne un grande successo commerciale con la messa in vendita della FIAT 600. La fase iniziale della motorizzazione di massa in Italia, infatti, comportò un'inevitabile standardizzazione dell'offerta di mercato, sia perché la "600" era l'unica utilitaria prototta in Italia, sia per il fatto che le importazioni di utilitarie straniere erano gravate da forti dazi doganali.
Così il nuovo "automobilista medio" poteva differenziarsi dalla massa di veicoli uguali al suo, semplicemente montando la Marmitta Abarth, al ragionevole prezzo di 5.950 Lire, nella versione più economica.
Dal punto di vista tecnico il silenziatore ideato da Savonuzzi è basato su un concetto molto semplice, essendo formato da un cilindro a sezione costante, privo di paratie interne, dove i gas di scarico venivano convogliati nei tubi di scappamento attraverso fori laterali, filtrati da lana di vetro, per contenerne la contropressione. A fronte di una diminuzione dell'effetto silenziante, si otteneva uno scarico più aperto con un lieve miglioramento della potenza. Anche il funzionamento generale del motore e il consumo di carburante ne giovavano.